# Фаикио
Фаѝкио (на италиански: Faicchio) е малко градче и община в Южна Италия, провинция Беневенто, регион Кампания. Разположено е на 175 m надморска височина. Населението на общината е 3700 души (към 2010 г.).